# Verticillium albo-atrum

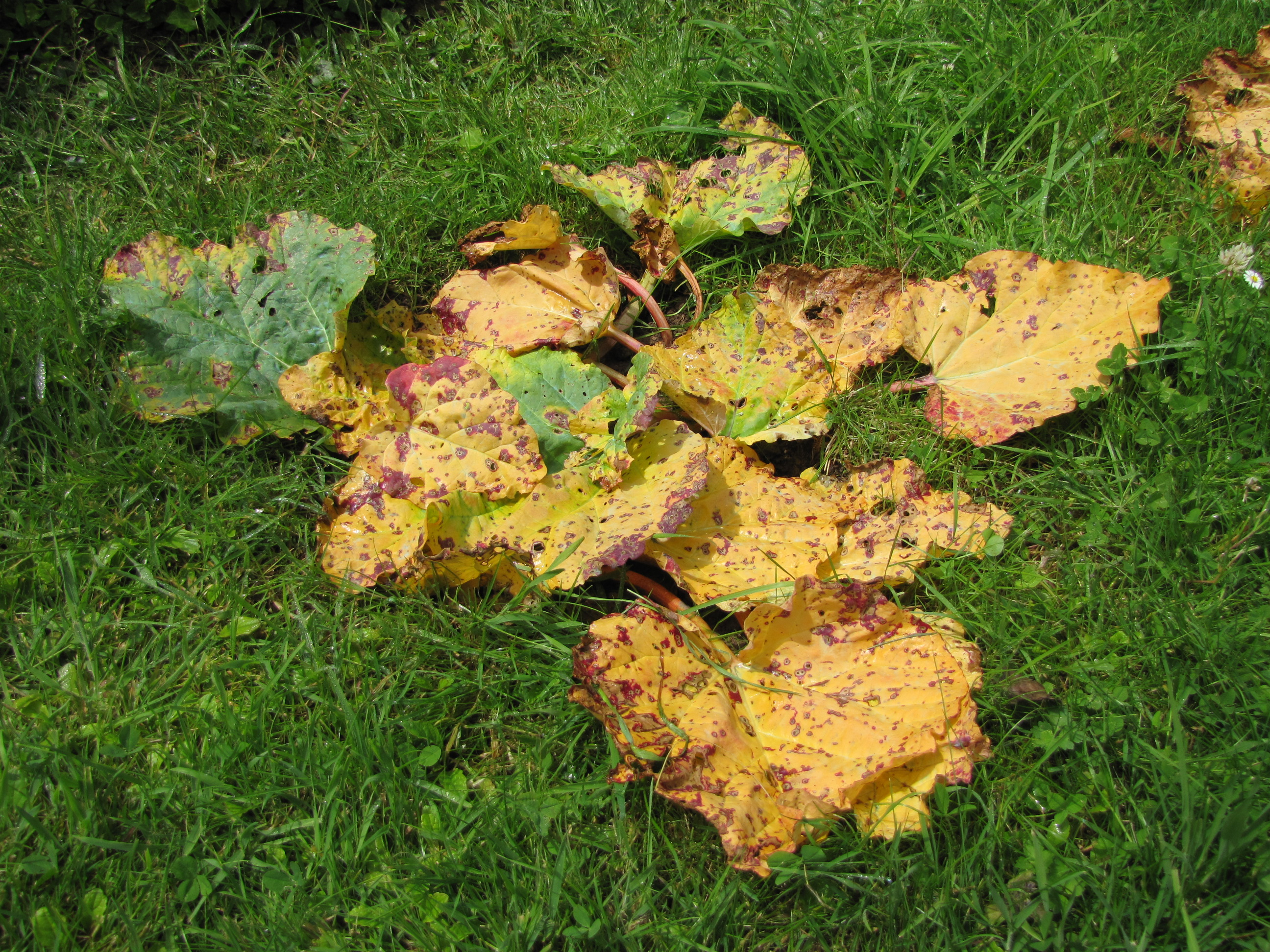
Rabarbar porażony przez werticilliozę

Verticillium albo-atrum Reinke & Berthold – gatunek grzybów należący do klasy Sordariomycetes. W Polsce jest organizmem kwarantannowym.

## Systematyka i nazewnictwo
Pozycja w klasyfikacji według Index Fungorum: Plectosphaerellaceae, Glomerellales, Hypocreomycetidae, Sordariomycetes, Pezizomycotina, Ascomycota, Fungi.
Synonimy:
- Verticillium albo-atrum var. caespitosum Wollenw. 1929
- Verticillium albo-atrum var. tuberosum Rudolphi

## Morfologia
Hodowany w temperaturze 23° C na agarze z dekstrozą ziemniaczaną i na agarze słodowym rośnie szybko i tworzy kłączkowatą grzybnię, początkowo o białej, potem śmietankowej barwie. Po 2-3 tygodniach zmienia barwę na brązowo-czarną w wyniku wytwarzania w starszych koloniach grubościennej grzybni przetrwalnikowej. Konidiofory liczne, mniej lub bardziej wyprostowane, bezbarwne, spiralnie rozgałęzione. Na każdej gałązce końcowej znajdują się 2-4 fialidy, które wtórnie rozgałęziają się. Charakterystyczne jest zaciemnienie podstawy fialid, gdy patogen rozwija się na tkankach roślinnych. Fialidy są zróżnicowanej wielkości, najczęściej mają długość  20–30 (50) μm i grubość 1,5–3 μm. Konidia powstają pojedynczo na wierzchołkach fialid. Mają kształt od elipsoidalnego do półcylindrycznego, są bezbarwne,  nieseptowane lub z jedną przegrodą. Rozmiar 3,5–10,5 (12,5) × 4–2 μm.
Grzybnia przetrwalnikowa ciemnobrązowa, czarniawa, ale czasami bezbarwna w niektórych miejscach. Jest regularnie septowana, o szerokości 3–7 μm, a odcinki między przegrodami są w środkowej części nabrzmiałe, tak, że mają beczułkowaty kształt.  Brak chlamydospor i mikrosklerocjów. Przy dłuższej hodowli na pożywkach agarowych grzybnia przestaje się rozrastać.
Strzępki są septowane, komórki jednojądrowe, haploidalne. Teleomorfa nie jest znana.

## Występowanie i siedlisko
Jest szeroko rozprzestrzeniony na kuli ziemskiej, głównie na obszarach o klimacie umiarkowanym i subtropikalnym. W tropikach spotykany jest bardzo rzadko. 
Pasożyt i saprotrof roślin. Jest polifagiem i występuje na bardzo licznych gatunkach roślin, zarówno drzewiastych, jak i zielnych. Wywołuje u nich chorobę ogólnie nazywaną werticiliozą. Niektórym z wericilioz  nadano odrębne własne nazwy, np. werticilioza drzew i krzewów owocowych, werticilioza drzew liściastych, werticilioza truskawki, werticilioza ziemniaka. Werticiliozy te wywoływane są przez kilka gatunków z rodzaju Verticillium, głównie V. dahliae. V. albo-atrum i Verticillium tricorpus.

## Gatunki podobne
Często Verticillium albo-atrum mylony był z Verticillium dahliae. Odróżnia się od niego brakiem mikrosklerocjów, ciemno zabarwioną grzybnią przetrwalnikową oraz mniejszą wytrzymałością na wysokie temperatury (przestaje rosnąć przy temperaturze 30° C, przy której V. dahliae jeszcze rośnie). Verticillium tricorpus odróżnia się pomarańczową grzybnią oraz wytwarzaniem wszystkich form przetrwalnikowych: grzybni przetrwalnikowej, chlamydospor i mikrosklerocjów.